# 서울특별시도 제50호선 (안내용)
서울특별시도 제50호선은 서울특별시 은평구 수색동공영차고지 시계에서 강동구 강일동 상일 나들목 시계에 이르는 서울특별시도로, 도로안내를 위해 부여된 번호이다. 동서축 특별시도 중에서 3번째에 해당되고 총 길이는 30.4km이다. 이 특별시도는 수색공영차고지에서 시작하여 수색역을 지나 연세대학교, 광화문, 창경궁, 그리고 흥인지문에 이른다. 앞에 청계6가사거리에서 좌회전하여 청계천을 따라간다. 신답철교에서 천호대로와 만나며 계속해서 직진하면 수도권제1순환고속도로 상일 나들목 시계에 이른다.

## 구성
- 수색로 - 성산로 - 사직로 - 율곡로 - 청계천로 - 천호대로

## 경유지
서울특별시
- 은평구 - 서대문구 북가좌동 / 남가좌동 - 서대문구 연희동 / 마포구 연남동 - 서대문구 대신동 - 종로구 - 종로구 / 중구 - 동대문구 / 성동구 - 광진구 - 송파구 풍납동 / 강동구 천호동 - 강동구

경기도
- 하남시 초이동

서울특별시
- 강동구 상일동

## 노선
| 구간                               | 이름                                                      | 접속 노선                                    | 소재지        | 소재지               | 비고          |
| 중앙로와 직결                      | 중앙로와 직결                                             | 중앙로와 직결                                | 중앙로와 직결 | 중앙로와 직결        | 중앙로와 직결 |
| ---------------------------------- | --------------------------------------------------------- | -------------------------------------------- | ------------- | -------------------- | ------------- |
| 수색로                             | 덕은교                                                    |                                              | 서울특별시    | 은평구               | 시경계        |
| 수색로                             | 덕은교 교차로 (은평공영차고지)                            | 수색로24길                                   | 서울특별시    | 은평구               |               |
| 수색로                             | 수색교 교차로                                             | 가양대로                                     | 서울특별시    | 은평구               |               |
| 수색로                             | 수색역 교차로                                             | 은평터널로                                   | 서울특별시    | 은평구               |               |
| 수색로                             | (명칭 미상)                                               | 증산서길                                     | 서울특별시    | 은평구               |               |
| 수색로                             | 증산교 교차로 (증산교) (디지털미디어시티역)               | 국도 제1호선 (증산로) 불광천길               | 서울특별시    | 은평구               |               |
| 수색로                             | 증산교 교차로 (증산교) (디지털미디어시티역)               | 국도 제1호선 (증산로) 불광천길               | 서울특별시    | 서대문구             |               |
| 수색로                             | 북가좌삼거리                                              | 응암로                                       | 서울특별시    |                      |               |
| 수색로                             | 가좌삼거리                                                | 수색로6길                                    | 서울특별시    |                      |               |
| 수색로                             | (가좌역)                                                  |                                              | 서울특별시    |                      |               |
| 수색로                             | 사천교 교차로 (사천교)                                    | 모래내로                                     | 서울특별시    | 국도 제48호선과 중복 |               |
| 성산로                             | 사천교 교차로 (사천교)                                    | 국도 제48호선 (성산로) 홍제천로              | 서울특별시    | 국도 제48호선과 중복 | 마포구        |
| 성산로                             | 연희 나들목                                               | 연희로                                       | 서울특별시    | 국도 제48호선과 중복 | 서대문구      |
| 성산로                             | 연세대 교차로                                             | 연세로                                       | 서울특별시    | 국도 제48호선과 중복 | 서대문구      |
| 성산로                             | (신촌역)                                                  | 신촌역로                                     | 서울특별시    | 국도 제48호선과 중복 | 서대문구      |
| 성산로                             | 봉원고가차도                                              | 봉원사길                                     | 서울특별시    | 국도 제48호선과 중복 | 서대문구      |
| 성산로                             | 금화터널                                                  |                                              | 서울특별시    | 국도 제48호선과 중복 | 서대문구      |
| 성산로                             | 독립문역 교차로 (현저고가차도) (독립문)                   | 서울특별시도 제21호선 (통일로)               | 서울특별시    | 국도 제48호선과 중복 | 종로구        |
| 사직로                             | 독립문역 교차로 (현저고가차도) (독립문)                   | 서울특별시도 제21호선 (통일로)               | 서울특별시    | 국도 제48호선과 중복 | 종로구        |
| 사직터널                           |                                                           |                                              | 서울특별시    | 국도 제48호선과 중복 | 종로구        |
| 사직공원 교차로                    | 필운대로 사직로8길                                        |                                              | 서울특별시    | 국도 제48호선과 중복 | 종로구        |
| 경복궁역 교차로                    | 자하문로 새문안로3길                                      |                                              | 서울특별시    | 국도 제48호선과 중복 | 종로구        |
| 정부서울청사 교차로                | 효자로                                                    |                                              | 서울특별시    | 국도 제48호선과 중복 | 종로구        |
| 광화문 교차로                      | 국도 제48호선 (세종대로) 서울특별시도 제31호선 (세종대로) |                                              | 서울특별시    | 국도 제48호선과 중복 | 종로구        |
| 경복궁 교차로                      | 삼청로 종로1길                                            |                                              | 서울특별시    | 국도 제48호선과 중복 | 종로구        |
| 경복궁 교차로                      | 삼청로 종로1길                                            | 율곡로                                       | 서울특별시    | 국도 제48호선과 중복 | 종로구        |
| 안국동사거리                       | 우정국로 인사동길 율곡로3길                               |                                              | 서울특별시    |                      | 종로구        |
| 안국역 교차로                      | 삼일대로 북촌로                                           |                                              | 서울특별시    |                      | 종로구        |
| 창덕궁 교차로 (돈화문)             | 돈화문로                                                  |                                              | 서울특별시    |                      | 종로구        |
| 원남동사거리                       | 창경궁로                                                  |                                              | 서울특별시    |                      | 종로구        |
| 이화사거리                         | 서울특별시도 제41호선 (대학로)                            |                                              | 서울특별시    |                      | 종로구        |
| (명칭 미상)                        | 김상옥로                                                  |                                              | 서울특별시    |                      | 종로구        |
| 흥인지문 교차로 (동대문역)         | 국도 제6호선 (종로)                                       |                                              | 서울특별시    |                      | 종로구        |
| 청계6가 교차로 (오간수교)          | 장충단로 청계천로                                         | 북:종로구 남:중구                            | 서울특별시    |                      |               |
| 청계6가 교차로 (오간수교)          | 장충단로 청계천로                                         | 북:종로구 남:중구                            | 서울특별시    | 청계천로             |               |
| (맑은내다리)                       |                                                           | 북:종로구 남:중구                            | 서울특별시    |                      |               |
| 청계7가 교차로 (다산교)            | 지봉로 다산로                                             | 북:종로구 남:중구                            | 서울특별시    |                      |               |
| (영도교)                           | 종로58길 마장로9길                                        | 북:종로구 남:중구                            | 서울특별시    |                      |               |
| 청계8가 교차로 (황학교)            | 난계로                                                    | 북:종로구 남:중구                            | 서울특별시    |                      |               |
| 청계8가 교차로 (황학교)            | 난계로                                                    | 북:동대문구 남:성동구                        | 서울특별시    |                      |               |
| (비우당교)                         | 하정로 마장로19길                                         |                                              | 서울특별시    |                      |               |
| 성북천교                           |                                                           |                                              | 서울특별시    |                      |               |
| 청계9가 교차로 (무학교)            | 무학로                                                    |                                              | 서울특별시    |                      |               |
| (두물다리)                         |                                                           |                                              | 서울특별시    |                      |               |
| 마장램프 (정릉천교)                | 내부순환로 (서울특별시도 제30호선) 정릉천동로             |                                              | 서울특별시    |                      |               |
| 서울시설공단 교차로                | 서울특별시도 제51호선 (고산자로)                          |                                              | 서울특별시    |                      |               |
| 청계한신휴플러스 교차로            | 천호대로 서울시립대로                                     |                                              | 서울특별시    |                      |               |
| 청계한신휴플러스 교차로            | 천호대로 서울시립대로                                     | 천호대로                                     | 서울특별시    |                      |               |
| 신답역 교차로 (신답지하차도)       | 마장로 사가정로                                           |                                              | 서울특별시    |                      |               |
| 답십리역                           |                                                           |                                              | 서울특별시    |                      |               |
| 답십리역 교차로                    | 전농로 용답중앙15길                                       |                                              | 서울특별시    |                      |               |
| 도시철도공사 교차로                | 한천로 자동차시장길                                       |                                              | 서울특별시    |                      |               |
| 장한평역 교차로                    | 장한로                                                    |                                              | 서울특별시    |                      |               |
| 군자교                             | 동부간선도로 (서울특별시도 제61호선) 가람길               |                                              | 서울특별시    |                      |               |
| 군자교                             | 동부간선도로 (서울특별시도 제61호선) 가람길               | 북:광진구 남:성동구                          | 서울특별시    |                      |               |
| 군자교 교차로                      | 국도 제3호선 (동일로) 국도 제47호선 (동일로)              | 국도 제3호선과 중복                          | 서울특별시    |                      |               |
| 군자교 교차로                      | 국도 제3호선 (동일로) 국도 제47호선 (동일로)              | 국도 제3호선과 중복                          | 서울특별시    | 광진구               |               |
| 군자역 교차로                      | 능동로                                                    | 국도 제3호선과 중복                          | 서울특별시    |                      |               |
| 아차산역삼거리                     | 서울특별시도 제71호선 (용마산로)                          | 국도 제3호선 및 서울특별시도 제71호선과 중복 | 서울특별시    |                      |               |
| 아차산역                           |                                                           | 국도 제3호선 및 서울특별시도 제71호선과 중복 | 서울특별시    |                      |               |
| 아차산역사거리                     | 국도 제3호선 (자양로) 서울특별시도 제71호선 (자양로)      | 국도 제3호선 및 서울특별시도 제71호선과 중복 | 서울특별시    |                      |               |
| 워커힐입구 교차로                  | 워커힐로                                                  |                                              | 서울특별시    |                      |               |
| 광장사거리 (광나루역)              | 국도 제43호선 (아차산로) 국도 제46호선 (아차산로)         | 국도 제43, 46호선과 중복                     | 서울특별시    |                      |               |
| 천호대교북단 나들목                | 강변북로 (서울특별시도 제70호선) 국도 제46호선 (강변북로) | 국도 제43, 46호선과 중복                     | 서울특별시    |                      |               |
| 천호대교                           |                                                           | 국도 제43호선과 중복                         | 서울특별시    |                      |               |
| 천호대교                           | 강동구                                                    | 국도 제43호선과 중복                         | 서울특별시    |                      |               |
| 천호대교남단 나들목                | 올림픽대로 (서울특별시도 제88호선)                        | 국도 제43호선과 중복                         | 서울특별시    |                      |               |
| 천호사거리 (천호지하차도) (천호역) | 서울특별시도 제90호선 (올림픽로)                          | 국도 제43호선과 중복                         | 서울특별시    |                      |               |
| 강동역                             |                                                           | 국도 제43호선과 중복                         | 서울특별시    |                      |               |
| 강동성심병원 교차로                | 성안로                                                    | 국도 제43호선과 중복                         | 서울특별시    |                      |               |
| 길동사거리                         | 서울특별시도 제92호선 (양재대로)                          | 국도 제43호선과 중복                         | 서울특별시    |                      |               |
| 둔촌고교입구 교차로                | 명일로                                                    | 국도 제43호선과 중복                         | 서울특별시    |                      |               |
| 생태공원앞 교차로                  | 동남로                                                    | 국도 제43호선과 중복                         | 서울특별시    |                      |               |
| (명칭 미상)                        | 천호대로213길                                             | 국도 제43호선과 중복                         | 경기도        | 하남시               |               |
| (명칭 미상)                        | 상암로                                                    | 국도 제43호선과 중복                         | 서울특별시    | 강동구               |               |
| 상일2교                            | 상일로                                                    | 국도 제43호선과 중복                         | 서울특별시    | 강동구               |               |
| 상일 나들목                        | 100호선 수도권제1순환고속도로                             | 국도 제43호선과 중복                         | 서울특별시    | 강동구               |               |
| 국도 제43호선 (조정대로)와 직결    |                                                           |                                              |               |                      |               |

## 연결 도로
기점인 은평공영차고지에서는 고양시 중앙로와 연결되어 덕양구 행신동이나 일산방면으로 향한다. 종점인 상일 나들목 시계에서는 하남시와 광주시로 연결되는 국도 제43호선와 연결된다.

## 버스 중앙 전용 차로제
현재 이 시도에서 버스 중앙 전용차로제가 시행되고 있는 곳은 두 군데로, 수색로 ~ 성산로 구간과 천호대로 구간이다. 먼저 수색로 ~ 성산로 구간은 덕은교 시계에서 이화여자대학교 후문까지 설치되어 있다 (총 연장 6.9km). 또한 천호대로에서도 버스 중앙 전용 차선이 설치되어 있는데, 신답철교 시점에서 아차산역까지 설치되어 있다 (총 연장 5.1km).

## 특징
서울특별시도 제50호선에는 두 개 국도 노선이 함께 지나가고 있다. 사천 고가도로에서 광화문 사이 구간은 국도 제48호선이 지나가고, 광나루역에서 상일 나들목 시계까지는 국도 제43호선이 지난다.